# Novofedorivka, Ciutove
Novofedorivka (în ucraineană Новофедорівка) este un sat în așezarea urbană Ciutove din regiunea Poltava, Ucraina.

## Demografie
Componența lingvistică a localității Novofedorivka
     Ucraineană (96,61%)
     Rusă (3,39%)
Conform recensământului din 2001, majoritatea populației localității Novofedorivka era vorbitoare de ucraineană (96,61%), existând în minoritate și vorbitori de rusă (3,39%).